# Греково (Черкасская область)
Греково (укр. Грекове) — посёлок в Каменском районе Черкасской области Украины.
Население по переписи 2001 года составляло 10 человек. Почтовый индекс — 20820. Телефонный код — 4732.

## Местный совет
20820, Черкасская обл., Каменский р-н, с. Лубенцы, ул. Зозулевича, 40